# 8386 Vanvinckenroye
8386 Vanvinckenroye eller 1993 BB6 är en asteroid i huvudbältet som upptäcktes den 27 januari 1993 av den belgiske astronomen Eric W. Elst vid CERGA-observatoriet i Nice. Den är uppkallad efter familjen Vanvinckenroye.
Asteroiden har en diameter på ungefär 6 kilometer och den tillhör asteroidgruppen Koronis.